# Škoda Roomster
Škoda Roomster  — компактний мінівен, який представляє чеський автовиробник Škoda з 2006 року.

## Опис

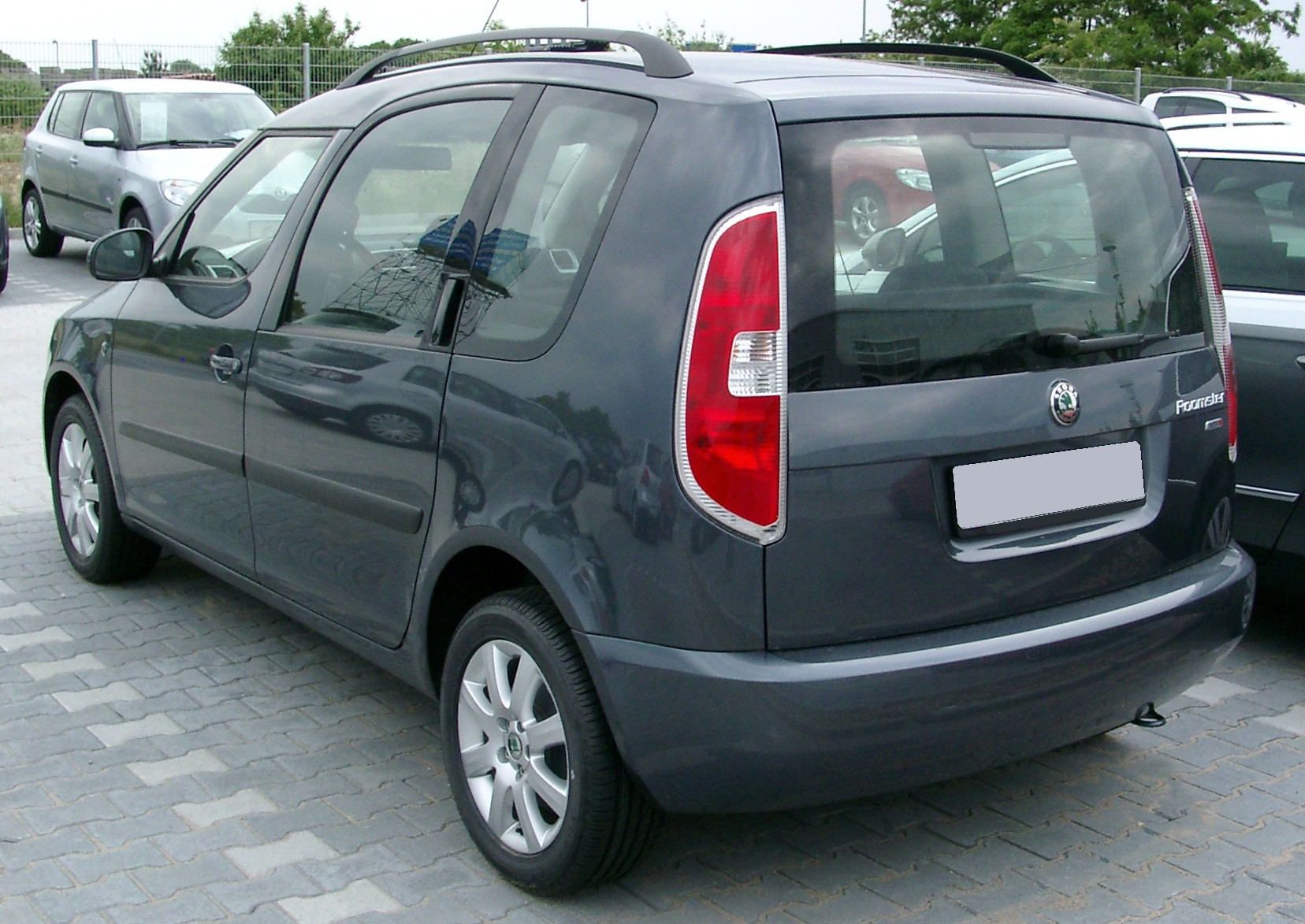
Škoda Roomster (2006-2010)

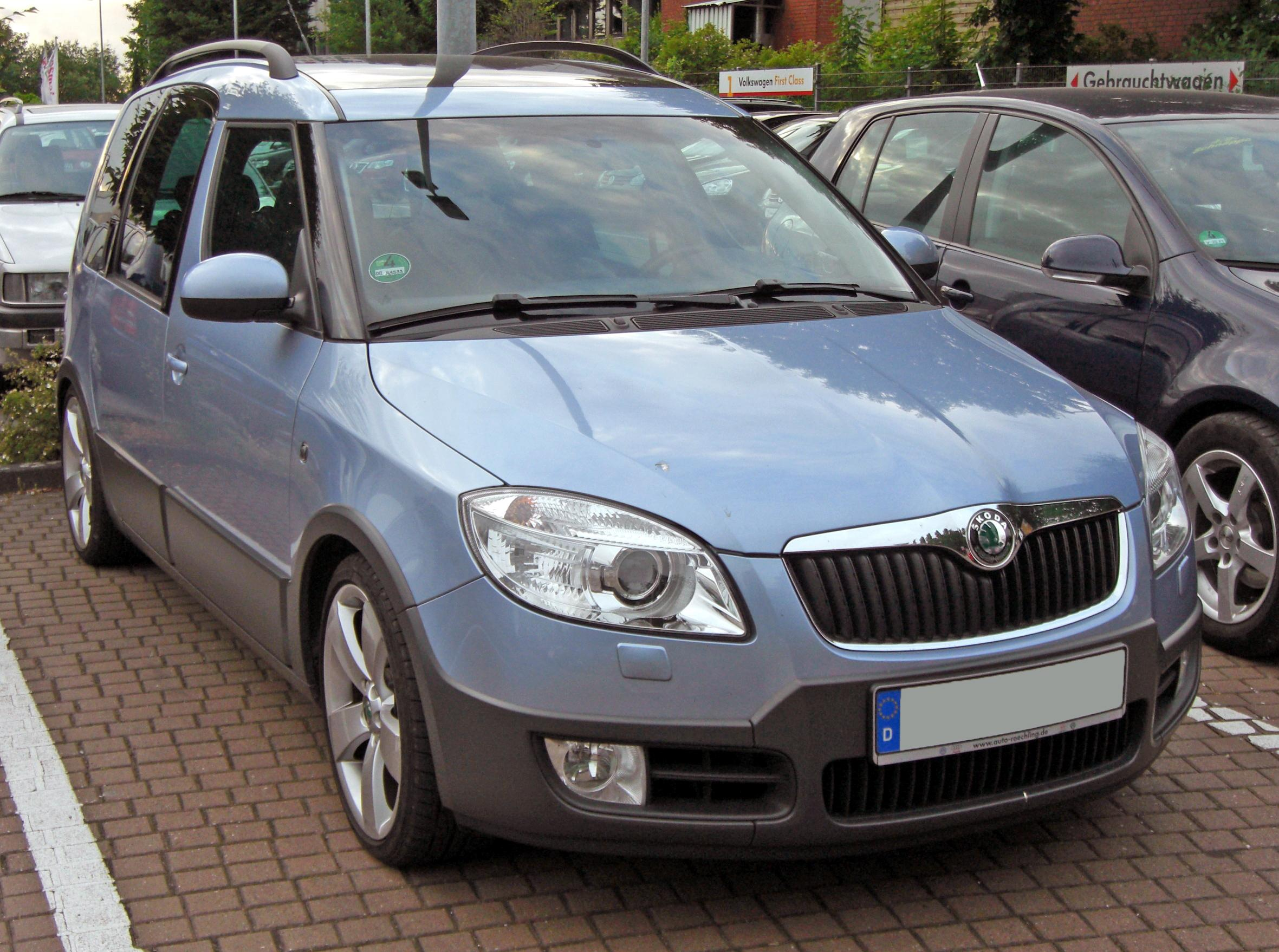
Škoda Roomster Scout

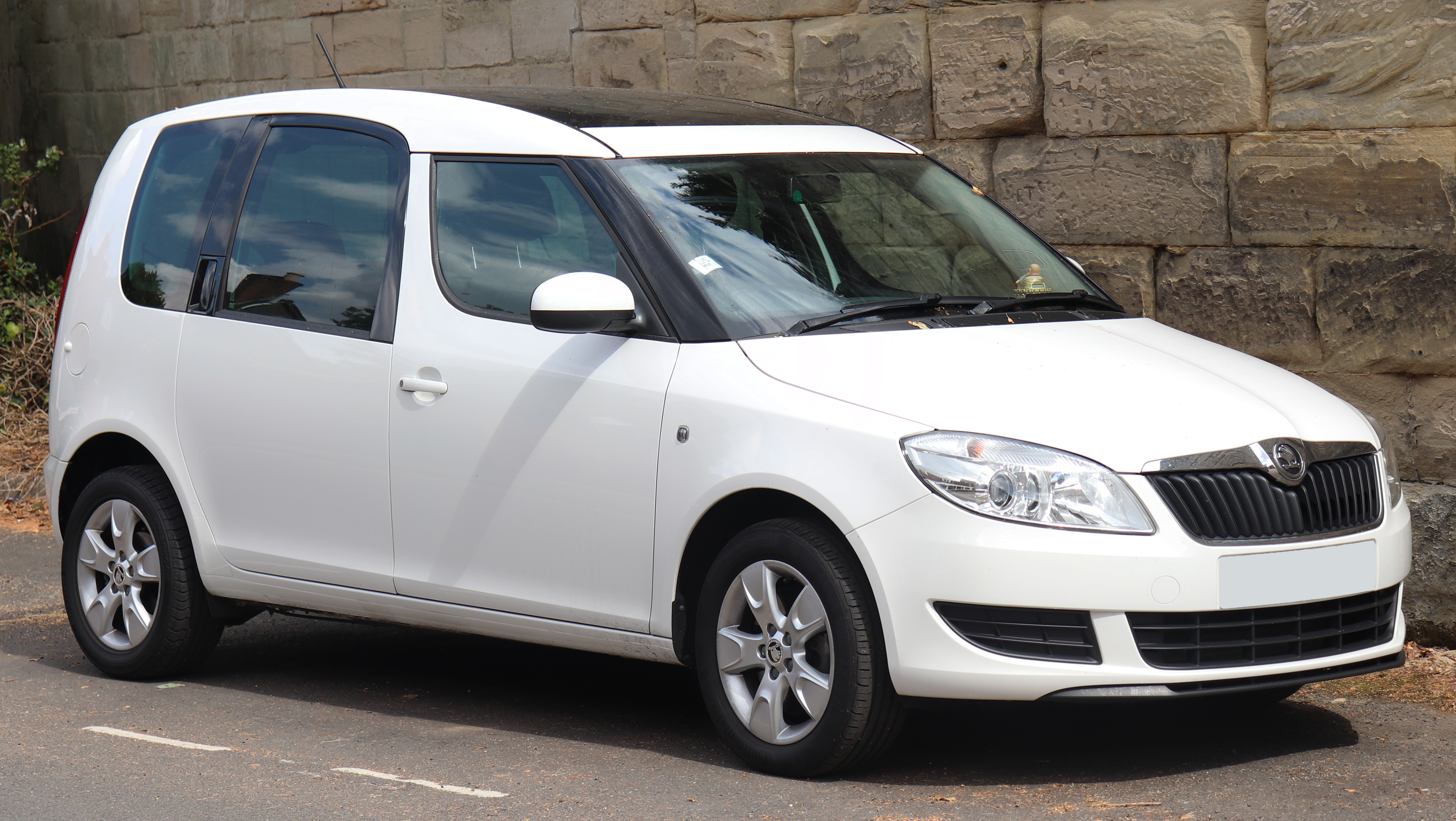
Škoda Roomster (з 2010)

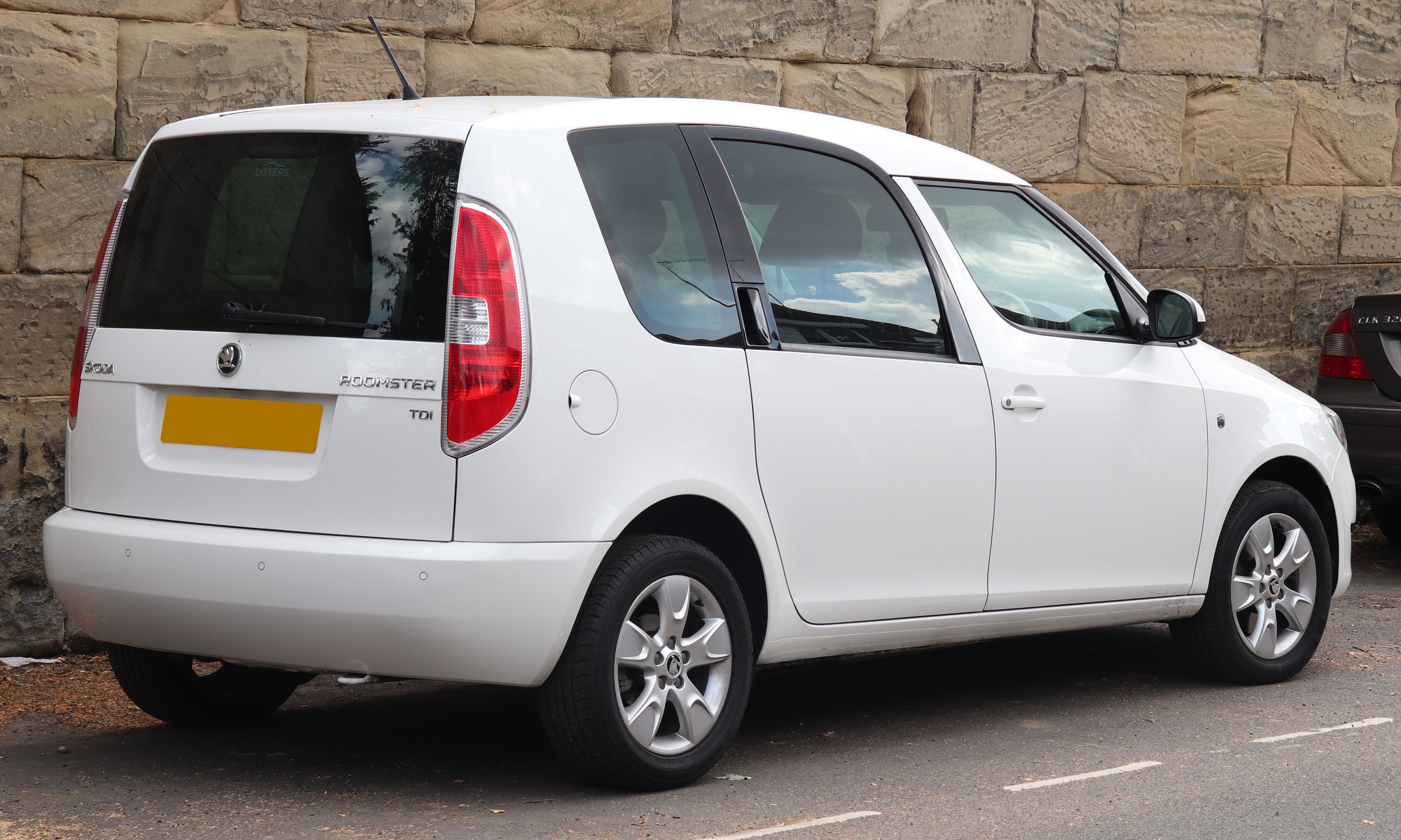
Škoda Roomster (з 2010)

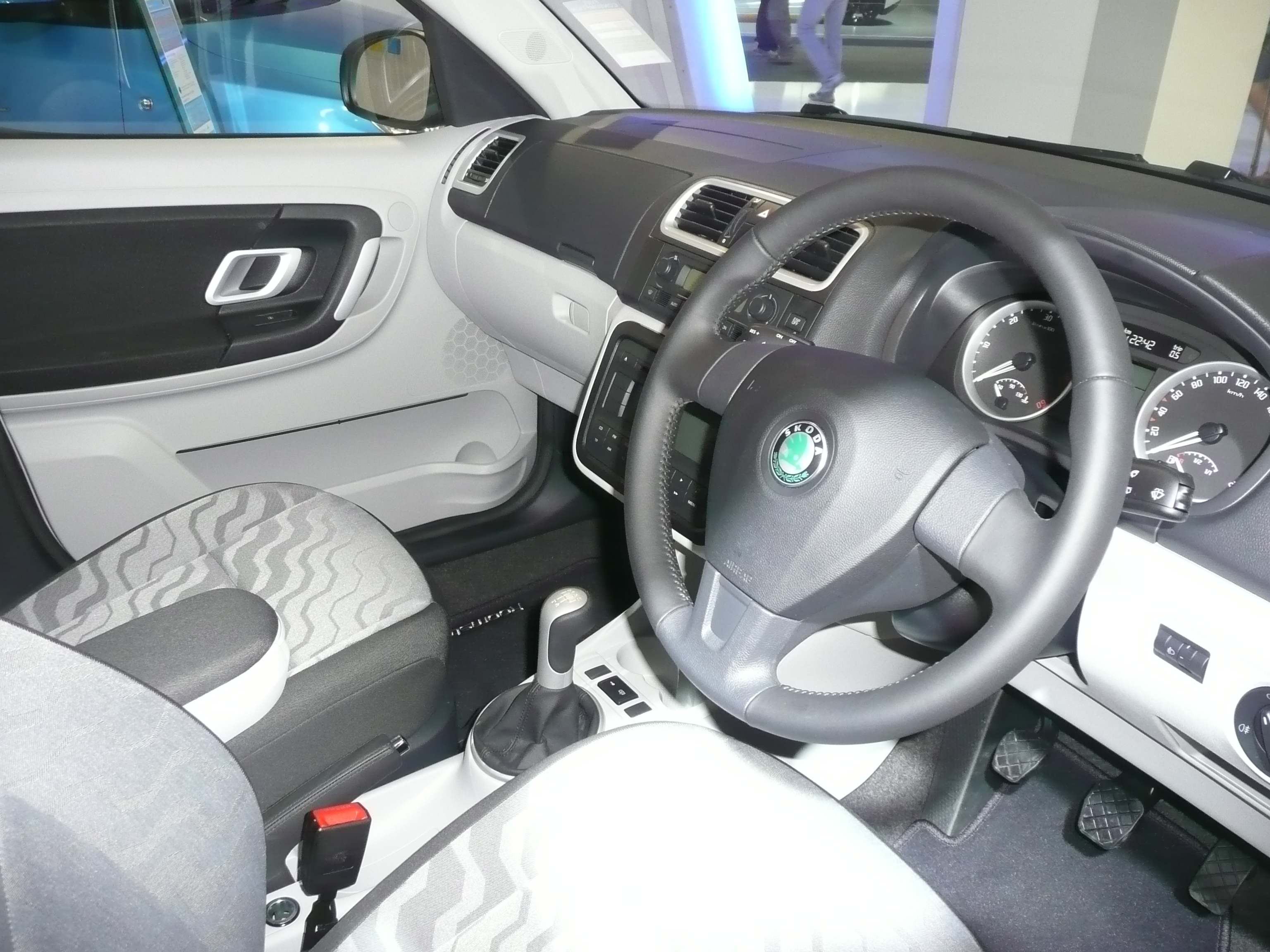

Прототип під назвою Roomster був представлений у вересні 2003 року на Франкфуртському автосалоні. По відношенню до автомобіля, що пішов у виробництво він мав меншу довжину, але більшу колісну базу, а також мав одні зсувні двері замість двох з пасажирської сторони.
Skoda Roomster виділяється серед своїх основних конкурентів, ідеально поєднуючи функціональність з оригінальністю. Якщо дивитися з боку, вигинисті лінії корпусу даного автомобіля можуть здатися непродуманими або навіть недоречними, але насправді вони додають родзинку квадратній формі кузова. Дизайн лобового скла і всіх стійок нагадує стиль автомобілів Saab. Проте автомобіля не можна назвати повністю безпомилковою - масивні стійки збільшують сліпі плями, а двері багажного відділення настільки довгі та низько посаджені, що просто не можуть бути відкриті в обмеженому просторі. До того ж, висока лінія даху і квадратна задня частина кузова допомагають створити просторий і місткий салон, але у той же час наділяють Skoda Roomster досить дивними пропорціями. В цілому, дизайн екстер'єру даної моделі поєднує у собі конструктивні елементи мінівена і суперміні, що сподобається далеко не всім покупцям. У довжину автомобіль досягає 4,214 м, завширшки - 1,897 м, у висоту -1,607 м. Колісна база має ширину 2,62 м.
Дизайн інтер'єру Шкода Roomster виглядає не настільки авантюрним, як дизайн екстер'єру, але все ж таки він солідний, оригінальний і міцний. Основний упор творці зробили на ергономіку. В оздобленні відчуваються віяння і вплив дизайнерів концерну Volkswagen.
У салоні все оформлено досить просто. Елементи управління зрозумілі у використанні і знаходяться у водія під рукою. У версіях середнього класу додане хромоване оздоблення дверних ручок і вентиляційних отворів, що створює помітний контраст з мінімалізмом приладової панелі.
У базову комплектацію Skoda Roomster S входять: 12-вольтова розетка в багажнику, CD-плеєр, чотири динаміки, електричні склопідйомники, функція регулювання висоти водійського сидіння, кріплення ISOFIX для дитячих крісел, 15-дюймові сталеві диски, передні, бічні і головні подушки безпеки .
Версії Greenline II додатково включають: кондиціонер, систему енергозбереження, аудіосистему і вісім динаміків.
У комплектацію SE додані: килимки, функція регулювання висоти пасажирського сидіння, бортовий комп'ютер, металеве оздоблення деяких деталей, затемнені задні вікна, паркувальні сенсори, система круїз-контролю, дистанційне керування центральним замком.

### Двигуни
| Модель | Код двигуна | Клапани/ Циліндри | Об'єм см³ | Потужність при об/хв     | Крутний момент при об/хв | Vмакс (км/год) | 0–100 км/год (с) | Роки виробництва |
| Бензинові | Бензинові   | Бензинові         | Бензинові | Бензинові                | Бензинові                | Бензинові      | Бензинові        | Бензинові        |
| --- | ----------- | ----------------- | --------- | ------------------------ | ------------------------ | -------------- | ---------------- | ---------------- |
| 1.2 12V HTP* | BME         | 12/3              | 1198      | 47 кВт (64 к.с.) / 5400  | 112 Нм / 3000            | 155            | 16,9             | 2006−2007        |
| 1.2 12V HTP* | BZG / CGPA  | 12/3              | 1198      | 51 кВт (69 к.с.) / 5400  | 112 Нм / 3000            | 158            | 15,9             | з 2007           |
| 1.2 TSI | CBZA        | 8/4               | 1197      | 63 кВт (86 к.с.) / 4800  | 160 Нм / 1500–3500       | 172            | 12,6             | з 2010           |
| 1.2 TSI | CBZB        | 8/4               | 1197      | 77 кВт (105 к.с.) / 5000 | 175 Нм / 1550–4100       | 184            | 10,9             | з 2010           |
| 1.2 TSI DSG | CBZB        | 8/4               | 1197      | 77 кВт (105 к.с.) / 5000 | 175 Нм / 1550–4100       | 184            | 11,0             | з 2010           |
| 1.4 16V | BXW / CGGB  | 16/4              | 1390      | 63 кВт (86 к.с.) / 5000  | 132 Нм / 3800            | 171            | 13,0             | 2006–2010        |
| 1.6 16V | BTS         | 16/4              | 1598      | 77 кВт (105 к.с.) / 5600 | 153 Нм / 3800            | 184            | 10,9             | 2006–2010        |
| 1.6 16V Tiptronic | BTS         | 16/4              | 1598      | 77 кВт (105 к.с.) / 5600 | 153 Нм / 3800            | 183            | 12,1             | 2007–2010        |
| Дизельні |             |                   |           |                          |                          |                |                  |                  |
| 1.2 TDI (CR) | CFWA        | 12/3              | 1199      | 55 кВт (75 к.с.) / 4000  | 195 Нм / 1500-2000       | 162            | 15,5             | з 2010           |
| 1.4 TDI (PD) | BNM         | 6/3               | 1422      | 51 кВт (70 к.с.) / 4000  | 155 Нм / 1600–2800       | 158            | 16,5             | 2007–2010        |
| 1.4 TDI (PD) | BNV / BMS   | 6/3               | 1422      | 59 кВт (80 к.с.) / 4000  | 195 Нм / 2200            | 165            | 14,7             | 2006–2010        |
| 1.6 TDI (CR) | CAYB        | 16/4              | 1598      | 66 кВт (90 к.с.) / 4200  | 230 Нм / 1500–2500       | 171            | 13,3             | з 2010           |
| 1.6 TDI (CR) | CAYC        | 16/4              | 1598      | 77 кВт (105 к.с.) / 4400 | 250 Нм / 1500–2500       | 181            | 11,5             | з 2010           |
| 1.9 TDI | BSW / BLS   | 8/4               | 1896      | 77 кВт (105 к.с.) / 4000 | 240 Нм / 1800            | 182            | 11,5             | 2006–2010        |
| * абревіатура HTP розшифровується як потужний крутний момент (оптимізований для високого крутного моменту). 1. 2. 3. |             |                   |           |                          |                          |                |                  |                  |